# Super Bowl XIV
Super Bowl XIV var den 14. udgave af Super Bowl, finalen i den amerikanske football-liga NFL. Kampen blev spillet 20. januar 1980 på Rose Bowl i Los Angeles og stod mellem Pittsburgh Steelers og Los Angeles Rams. Steelers vandt 31-19 og tog dermed sin fjerde Super Bowl titel.
Kampens MVP (mest værdifulde spiller) blev for andet år i træk Steelers quarterback Terry Bradshaw.
| NFL | Spire Denne artikel om NFL er en spire som bør udbygges. Du er velkommen til at hjælpe Wikipedia ved at udvide den. |